# Petróleos de Venezuela
Petróleos de Venezuela, Sociedad Anónima (PDVSA) és una empresa estatal veneçolana les activitats de la qual són l'explotació, producció, refinació, mercadeig i transport del petroli veneçolà. Va ser creada per decret governamental durant la primera presidència de Carlos Andrés Pérez després de la nacionalització de la indústria petroliera, donant inici a les seues operacions l'1 de gener de 1976. PDVSA va ser classificada per la revista internacional Fortune com l'empresa nombre 66 entre les 500 més grans del món. Actualment, la petroliera -a través del seu únic accionista, l'estat veneçolà- posseeix les majors reserves petrolíferes del món, arribant a -a la fi de 2011- una suma total certificada de 296.500 milions de barrils, que representen el 18% de les reserves mundials d'aquest recurs. L'empresa espera -després de finalitzar la quantificació de les reserves de petroli en la Faixa de l'Orinoco- incrementar encara més aquesta xifra, d'acord amb l'estipulat en el "Projecte Magna Reserva". En finalitzar aquest projecte, Veneçuela haurà de posseir reserves provades amb un total proper a 316.000 milions de barrils, la majoria d'ells corresponents a cru extrapesat.
La República Bolivariana de Veneçuela posseïx la totalitat de les accions de l'empresa, que es troba adscrita al Ministeri del Poder Popular per a l'Energia i Petroli. En la Constitució de 1999 està previst que l'empresa mantingui el monopoli exclusiu dels hidrocarburs que es trobin en el subsòl veneçolà (petroli i gas natural, entre altres) i que les seves accions no poden ser venudes a particulars. No obstant això, l'empresa pot associar-se i lliurar concessions per a la prestació de qualsevol servei relacionat amb els seus productes.